# Cavale (album)
Pour les articles homonymes, voir Cavale.
Albums de Cali
Les choses défendues
(2016)
Cavale est le neuvième album du chanteur Cali, sorti le 13 mars 2020,,,. Il est le successeur de Les Choses défendues sorti en 2016.

## Liste des pistes
1. Cavale (3:49)
2. Viens avec moi (avec Mathilda) (2:23)
3. C'est avec un couteau qu'on fait une chanson (3:16)
4. Sois doux (avec Tom Barman) (3:09)
5. Je voudrais vivre heureux (4:17)
6. Mon fils ma vie (4:33)
7. Alec t'es où? (4:17)
8. Je dois encore vivre (3:15)
9. Une séparation (5:30)
10. Enfuis-toi (4:39)
11. 15 ans (5:00)

## Classements
L'album se classe à la 40e place des ventes en France  et à la 33e en Belgique.